# Nous voulons tous être sauvés
Nous voulons tous être sauvés (Tutto chiede salvezza) est une série télévisée italienne créée par Francesco Bruni d'après le livre Nous voulons tous être sauvés (2020) de Daniele Mencarelli, diffusée sur Netflix à partir du 14 octobre 2022.

## Synopsis
Après une soirée en boîte avec ses amis, Daniele se réveille attaché dans un lit d'hôpital. Il ne se souvient de rien, mais a été pris en charge par les urgences et admis en unité psychiatrique. Il doit y rester une semaine en observation. Il se révolte et ne comprend pas ce qu'il a en commun avec les autres hommes hospitalisés : un jeune bipolaire, Gianluca, un homme qui ne parle qu'à la Madone, Madonnina, un homme en catatonie, Alessandro, ou encore un vieillard qui hurle dans son sommeil, Mario. Les médecins lui disent qu'il était sous cocaïne et qu'il a frappé son père mais il n'en a d'abord aucun souvenir.

## Distribution
- Federico Cesari (VF : Clément Moreau) : Daniele
- Fotinì Peluso (VF : Rebecca Benhamour) : Nina
- Andrea Pennacchi : Mario
- Vincenzo Crea (VF : Hervé Rey) : Gianluca
- Ricky Memphis (VF : Bertrand Dingé) : Pino
- Carolina Crescentini (VF : Myrtille Bakouche) : Giorgia
- Filippo Nigro (VF : Gilduin Tissier) : le médecin psychiatre Mancino
- Vincenzo Nemolato : Madonnina
- Lorenzo Renzi (VF : Boris Rehlinger) :  Giorgio
- Alessandro Pacioni : Alessandro
- Bianca Nappi (VF : Emmanuelle Rivière) : Rossana
- Flaure BB Kabore (VF : Amélia Ewu) : Alessia
- Samuel Di Napoli (VF : lui-même) : Rachid

 Source et légende : version française (VF) sur RS Doublage

## Production
Le roman se déroulait pendant la Coupe du monde de football 1994, mais la série est transposée de nos jours.
La série est programmée pour sortir la semaine de la Journée mondiale de la santé mentale. Pour Mencarelli, elle entre aussi fortement en résonance avec la période difficile du Covid 19.

### Choix des interprètes
Le rôle principal est dévolu à Federico Cesari, déjà vu dans Skam Italia.

### Fiche technique
Sauf indication contraire, les informations mentionnées dans cette section peuvent être confirmées par la base de données cinématographiques IMDb,  présente dans la section « Liens externes ».
- Titre français : Nous voulons tous être sauvés
- Titre original : Tutto chiede salvezza
- Création :
- Réalisation : Francesco Bruni
- Scénario : Francesco Bruni, Daniele Mencarelli, Daniela Gambaro, Francesco Cenni, d'après le livre de Daniele Mencarelli
- Musique : Lorenzo Tomio
- Photographie : Carlo Rinaldi
- Direction artistique : Ilaria Sadun
- Décors : Paola Soldini
- Costumes :
- Montage : Alessandro Heffler, Luca Carrera
- Production : Paola Vargas, Linda Vianello, Roberto Sessa
- Société de production : Picomedia
- Société de distribution : Netflix
- Pays de production :  Italie
- Langue originale : italien
- Format : couleur - format HDTV 1080i - son 5.1
- Genre : drame
- Nombre de saisons : 2
- Nombre d'épisodes : 7
- Durée : 42-50 minutes
- Date de diffusion : 14 octobre 2022 sur Netflix

## Saison 1 Épisodes
1. Dimanche
2. Lundi
3. Mardi
4. Mercredi
5. Jeudi
6. Vendredi
7. Samedi

## Saison 2 Épisodes
1. Première semaine
2. Deuxième semaine
3. Troisième semaine
4. Quatrième semaine
5. Cinquième semaine

## Réception critique
Pour Vanity Fair, la série est une « comédie dramatique d'une rare beauté » qui « nous met en relation avec la part d'humanité la plus vraie qui se trouve en chacun de nous ».